# پارک ملی کینتریشی
پارک ملی کینتریشی (به لاتین: Kintrishi National Park) یک پارک ملی در گرجستان است که در آجارستان واقع شده‌است.